# Дзюнбунгаку
Дзюнбунгаку (яп. 純文学 дзюмбунгаку, «чистая литература») — принятое в японском литературоведении общее обозначение для прозаических, поэтических и драматургических художественных произведений современной литературы, противопоставляемых произведениям литературы массовой, или развлекательной.

## История дзюнбунгаку

### Конец XIX в. — первая половина XX в.
Термин ввёл в употребление поэт Китамура Тококу в 1893 году в одном из своих эссе, опубликованном в журнале «Литературный мир». Китамура определил дзюнбунгаку как произведения, ценность которых определяется прежде всего их эстетическими качествами, противопоставив их литературе философской, исторической и вообще научной. Постепенно акцент в противопоставлении, однако, сместился, и дзюнбунгаку стало рассматриваться в качестве антипода массовой литературы.
Дзюнбунгаку романтического толка, родоначальником которого был сам Китамура, вскоре уступило место пессимистическому натурализму прозы таких авторов, как Симадзаки Тосон и Таяма Катай, давшей начало японской эгобеллетристики (сисёсэцу). С последним жанром дзюнбунгаку иногда отождествляется вообще.
На рубеже эпох Мэйдзи и Тайсё писатели доминировавшей в литературном мире Японии того времени группы «Белая берёза», Мусянокодзи Санэацу, Сига Наоя, Арисима Такэо и другие, противопоставили пессимизму своих предшественников-натуралистов литературу гуманистического толка, где первостепенная роль стала придаваться катарсису, которым должно было разрешаться произведение (особенно ярко это выражено у Сиги Наои). Эта модель впоследствии стала канонической для японской я-литературы вообще. Наряду с писателями «Белой берёзы» этапные для дзюнбунгаку произведения были созданы японскими парнассцами (Мори Огай и др.), Нацумэ Сосэки, сторонниками эстетизма (Дзюнъитиро Танидзаки) и др., у которых ключевую роль начинает играть логика развития сюжета.
На рубеже эпох Тайсё и Сёва в крупнейшие писатели выдвинулся Рюноскэ Акутагава, чей талант был рано замечен Нацумэ Сосэки. Опираясь на традицию, сформированную последним и кругом авторов «Белой берёзы», Акутагава вступил в полемику с эстетизмом Танидзаки, считая красоту как таковую недостаточной для подлинной литературы. Новый поворот в эволюции дзюнбунгаку связан с появлением испытавших влияние Андре Жида и зарубежной литературы вообще группы нео-сенсуалистов, к которым примыкали Ясунари Кавабата, а также Риити Ёкомицу. Последним в статье «О чистой литературе» (純粋小説論, 1935) предлагалось обновление зашедшей в тупик, по мнению автору, литературы дзюнбунгаку за счёт поднятия до уровня подлинного искусства литературы массовой, реалии которой требовалось в этих целях сублимировать.

### От послевоенных лет до настоящего времени
Свой новый расцвет литература дзюнбунгаку пережила после окончания Второй мировой войны. В это бурное для японской литературы время, по своему масштабу сравнимое отчасти с Серебряным веком в России, сосуществовали и в постоянном диалоге находились столь разные по своим художественным и общественным позициям авторы: писатели старшего поколения — Осаму Дадзай, Анго Сакагути и Дзюн Исикава с одной стороны и первая волна послевоенной литературы в лице таких авторов, как Сёхэй Оока и Хироси Нома с другой; продолживший в послевоенные годы традиции японского эстетизма Юкио Мисима; Кобо Абэ и его экспериментальные романы и пьесы, отчасти вдохновлённые Кафкой и литературой абсурда; Кэндзабуро Оэ, в ранних произведениях которого очевидно влияние экзистенциализма Сартра; интроспективные «третьи новые».
Новой для дзюнбунгаку тенденцией во второй половине XX века стало размытие границ между до того относительно изолированно существовавших чистой и развлекательной литературой. «Чистые» писатели стали всё больше внимания уделять повествовательности и сюжету, что во многом характерно для литературы развлекательной; в то время, как писатели, считавшиеся «развлекательными», начали вводить в свой технический арсенал приёмы «чистой» литературы, что наглядно демонстрируют произведения таких авторов, как Хисаси Иноуэ и Ясутака Цуцуи. В результате дзюнбунгаку в своём традиционном понимании начало изживать себя как таковое. Говоря о серьёзной литературе в Японии конце XX века, следует выделить среди писателей Кэндзабуро Оэ, Ёсикити Фуруи, Хисаси Иноуэ, Кэндзи Накагами, Таэко Коно, Таэко Томиока и Юко Цусима, а среди адекватных им критиков — Сюити Като, Ёсикадзу Сакамото, Сёдзо Фудзита, Макото Ода и Кодзин Каратани.

## Литературные журналы
Основные литературные журналы, ориентированные на публикацию «серьёзной литературы»:
- «Бунгакукай» (яп. 文学界 Литературный мир)
- «Бунгэй» (яп. 文藝 Художественная литература)
- «Гундзо» (яп. 群像 Групповой портрет)
- «Синтё» (яп. 新潮 Новое течение)
- «Субару» (яп. すばる Плеяды)

## Литературные премии
В Японии существует целый ряд премий для авторов выдающихся произведений дзюнбунгаку, учреждение которых началось с премии Акутагавы, созданной одновременно с адресованной авторам произведений массовой литературы премией Наоки. Ниже перечисляются наиболее значительные из них:
- Премия Акутагавы
- Премия Ито
- Премия Кавабаты
- Премия Мисимы
- Премия Номы
- Премия Номы для начинающих писателей
- Премия Танидзаки
- Премия Хирабаяси